# Madeleine Martin (actriz sueca)
Madeleine Martin es una actriz sueca, más conocida por haber interpretado a Nadja en las películas Snabba Cash.

## Biografía
Su hermano mayor es el actor y director Philip Martin.

## Carrera
En 2018 actuó como actriz de reparto en un programa de comedia sueco llamado  Sjukt oklar , donde interpretó a Vera, el interés romántico de Ellen (Clara Henry).
Apareció en el video musical «Addicted To You» de la artista Avicii.
En 2012 se unió a la película Snabba cash II, donde interpretó a Nadja, el interés romántico de Sergio (Matias Varela). En 2013 apareció en Snabba Cash - Livet Deluxe, donde interpretó nuevamente a Nadja.

## Filmografía[1]

### Series de televisión
| Año             | Título            | Personaje        | Notas                  |
| --------------- | ----------------- | ---------------- | ---------------------- |
| 2017 - presente | Gabriel Klint     | Hayden Klint     | 8 episodios            |
| 2016            | Beck              | Empleada         | episodio "Sista dagen" |
| 2014            | Welcome to Sweden | Joven en el Café | 2 episodios            |
| 2009            | Riverside         | Cleo Lindström   | 16 episodios           |

### Películas
| Año  | Título                     | Personaje | Notas                                                                                                |
| ---- | -------------------------- | --------- | --- |
| 2020 | Breaking Surface           | Tuva      | junto a Moa Gammel                                                                                   |
| 2017 | Kluven Dröm                | Jasmin    | junto Dragomir Mrsic, David Nzinga, Erik Bolin y Sebastian Hiort af Ornäs                            |
| 2015 | Rosa Moln                  | Mujer     | junto a Albin Grenholm, Hedda Stiernstedt, Lo Kauppi, Maja Kin, Viktor Friberg y Bill Palmborg       |
| 2015 | Odödliga                   | Em        | junto a Torkel Petersson, Hedda Stiernstedt, Filip Berg y Fanny Ketter                               |
| 2014 | Aerobics: A Love Story     | Helen     | junto a Victor von Schirach y Marina Nyström                                                         |
| 2013 | Snabba Cash - Livet Deluxe | Nadja     | junto a Joel Kinnaman, Matias Varela, Martin Wallström, Malin Buska y Dejan Čukić                    |
| 2013 | Studentfesten              | Sanna     | junto a Anna Åström, Henrik Lundström, Filip Berg, Kjell Bergqvist, Johannes Brost y Edvin Endre     |
| 2012 | Snabba Cash II             | Nadja     | junto a Joel Kinnaman, Matias Varela, Dragomir Mrsic, Fares Fares, Dejan Čukić y Lisa Henni          |
| 2012 | Studio Sex                 | Patricia  | junto a Malin Crépin, Erik Johansson, Björn Kjellman, Leif Andrée, Felix Engström y Richard Ulfsäter |
| 2011 | The Art of Breaking Up     | Nina      | corto - junto a Marko Ivkovich                                                                       |